# Mîndru Katz
Mîndru Katz (ur. 3 czerwca 1925 w Bukareszcie, zm. 30 stycznia 1978 w Stambule) – rumuńsko-izraelski pianista.

## Życiorys
Uznany przez wybitnego kompozytora rumuńskiego George Enescu za cudowne dziecko, debiutował publicznie mając 6 lat.
Studiował w konserwatorium w Bukareszcie pod kierunkiem Florica Musicescu. W 1947 ukończył Królewską Akademię Muzyczną w Bukareszcie. W tym samym roku debiutował z Orkiestrą Filharmonii w Bukareszcie.
W latach 1947–1959 koncertował we wszystkich krajach Europy Wschodniej, w tym w Moskwie.
W 1957 debiutował w Paryżu, w 1958 w Londynie, a rok później w Izraelu, gdzie wystąpił ze swoim pierwszym recitalem, podczas którego dokonano nagrań koncertu Arama Chaczaturiana i pierwszego Koncertu fortepianowego Siergieja Prokofjewa. Po raz pierwszy też zagrał z Israel Philharmonic Orchestra.
W 1959 wyemigrował i osiedlił się w Izraelu, gdzie rozpoczął pracę jako wykładowca na wydziale Rubin Academy of Music & Dance w Tel Awiwie. W 1972 uzyskał tytuł profesora fortepianu.
Wystąpił w 40 krajach Europy Zachodniej, w Afryce, na Dalekim Wschodzie i w obu Amerykach. Grał pod batutą takich dyrygentów jak John Barbirolli, Adrian Boult, Sergiu Celibidache, Sergiu Comissiona, Antal Doráti, Josef Krips, Lorin Maazel, Harold Byrns, Yuval Zaliouk i Alfred Wallenstein oraz współpracował z orkiestrami m.in. Royal Philharmonic Orchestra, Philadelphia Orchestra, Los Angeles Philharmonic, BBC Symphony Orchestra w Kapsztadzie i z Izraelską Orkiestrą Filharmoniczną.
1 września 1964 wystąpił w Royal Albert Hall z orkiestrą Philharmonia Orchestra pod dyrekcją Charlesa Grovesa.

To gra na pianinie o najwyższej jakości, która przykuwa uwagę, jest zarówno genialna technicznie, jak i pełna poezji... Jest niesamowita.

Jego uczniami byli m.in. Mordechai Shehori, Astrith Baltsan i Angela Borochow (z domu Angela Stone).
Był członkiem jury Pierwszego Międzynarodowego Konkursu Pianistycznego im Artura Rubinsteina w Tel Awiwie w 1974 roku.

## Repertuar
W swoim repertuarze miał utwory Johanna Sebastiana Bacha, Ludwiga van Beethovena, Arama Chaczaturiana i Siergieja Prokofjewa oraz z Henrykiem Szeryngiem grał sonaty skrzypcowe Johannesa Brahmsa i Césara Francka. Nagrał muzykę Chopina, Debussy’ego, Enescu, Faurégo, Haydna, Liszta, Mozarta, Ravela, Szostakowicza i Czajkowskiego.

## Śmierć
Zmarł na scenie w wieku 52 lat, podczas wykonywania Sonaty fortepianowej nr 17 d-moll, Burza Ludwiga van Beethovena w Stambule w Turcji.

## Dyskografia
Najważniejsze utwory w jego wykonaniu, które ukazały się na płytach.

### Płyty LP
- Khachaturian Piano Concerto
- MINDRU KATZ Chopin Recital

### Płyty CD
- Mindru Katz Plays Johann Sebastian Bach
- Mindru Katz plays Frédéric Chopin, Vol. 1
- Mindru Katz Plays Concert Favorites
- Mindru Katz Plays Concertos by Mozart & Chopin
- Mindru Katz Plays Concertos by Mozart & Chopin
- Mindru Katz Plays in Concert
- Mindru Katz Plays in Concert
- Mindru Katz plays Beethoven
- Mindru Katz plays Beethoven
- Mindru Katz Plays Schuman & Grieg
- Mindru Katz plays French Master Works
- Mindru Katz Live!
- Mindru Katz Plays Concertos by Mozart & Beethoven
- Mindru Katz plays Beethoven, Shostakovich, Enesco & Chopin
- Mindru Katz plays Robert Schumann
- Sonate Op.2 3/Klavierkonzert 1 Op.15
- Mindru Katz Prokofiev Piano Concerto No.1
- Robert Schumann: Scenes from Childhood & Fantasie Op. 17
- Legendary Pianist Mindru Katz
- Plays French Master Works
- Bach: Clavier Concertos No. 1 & 5, Italian Concerto